# Liste von Zeitungen in den Vereinigten Staaten
Die Liste von Zeitungen in den Vereinigten Staaten enthält Aufstellungen zu den größten und zu den deutschsprachigen Zeitungen in den Vereinigten Staaten (siehe auch die Geschichte der Zeitungen der Vereinigten Staaten).

## Die hundert auflagenstärksten Zeitungen
Die folgende Tabelle gibt die hundert größten Zeitungen in den Vereinigten Staaten nach werktäglicher Auflagenhöhe 2013 und 2008. Diese Angaben wurden durch Alliance for Audited Media (AAM) zusammengestellt. Sie enthalten neben gedruckten Exemplaren auch digitale Abonnements (z. B. für Tablets oder zugangsbeschränkte Bereiche).
|     | Zeitung                              | Ort                | Bundesstaat          | Auflage (2013) | Auflage (2008) | Besitzer                        |
| --- | ------------------------------------ | ------------------ | -------------------- | -------------- | -------------- | ------------------------------- |
| 1   | The Wall Street Journal              | New York           | New York             | 2.378.827      | 2.069.463      | News Corporation                |
| 2   | The New York Times                   | New York           | New York             | 1.865.318      | 1.077.256      | The New York Times Company      |
| 3   | USA Today                            | Tysons Corner      | Virginia             | 1.674.306      | 2.284.219      | Gannett Company                 |
| 4   | Los Angeles Times                    | Los Angeles        | Kalifornien          | 653.868        | 773.884        | Tribune Company                 |
| 5   | Daily News                           | New York           | New York             | 516.165        | 703.137        | Daily News                      |
| 6   | New York Post                        | New York           | New York             | 500.521        | 702.488        | News Corporation                |
| 7   | The Washington Post                  | Washington         | District of Columbia | 474.767        | 673.180        | The Washington Post Company     |
| 8   | Chicago Sun-Times                    | Chicago            | Illinois             | 470.548        | 312.274        | Sun-Times Media Group           |
| 9   | The Denver Post                      | Denver             | Colorado             | 416.676        | 225.193        | MediaNews Group                 |
| 10  | Chicago Tribune                      | Chicago            | Illinois             | 414.930        | 541.663        | Tribune Company                 |
| 11  | The Dallas Morning News              | Dallas             | Texas                | 409.265        | 368.313        | A. H. Belo Corporation          |
| 12  | Newsday                              | Long Island        | New York             | 377.744        | 379.613        | Cablevision                     |
| 13  | Houston Chronicle                    | Houston            | Texas                | 360.251        | 494.131        | Hearst Corporation              |
| 14  | The Orange County                    | Orange County      | Kalifornien          | 356.165        | 250.724        | Freedom Communications          |
| 15  | The Star-Ledger                      | Newark             | New Jersey           | 340.778        | 345.130        | Advance Publications            |
| 16  | Tampa Bay Times                      | St. Petersburg     | Florida              | 340.260        | 316.007        | Times Publishing Company        |
| 17  | The Plain Dealer                     | Cleveland          | Ohio                 | 311.605        | 330.280        | Advance Publications            |
| 18  | The Philadelphia Inquirer            | Philadelphia       | Pennsylvania         | 306.831        | 334.150        | Philadelphia Media Holdings     |
| 19  | Star Tribune                         | Minneapolis        | Minnesota            | 301.345        | 322.362        | Avista Capital Partners         |
| 20  | The Arizona Republic                 | Phoenix            | Arizona              | 293.640        | 413.332        | Gannett Company                 |
| 21  | Honolulu Star-Advertiser             | Honolulu           | Hawaii               | 268.244        | 140.331        | Gannett Company                 |
| 22  | Las Vegas Review-Journal             | Las Vegas          | Nevada               | 252.047        | 174.341        | Stephens Media                  |
| 23  | The San Diego Union-Tribune          | San Diego          | Kalifornien          | 250.678        | 288.669        | Copley Press                    |
| 24  | The Boston Globe                     | Boston             | Massachusetts        | 245.572        | 350.605        | The New York Times Company      |
| 25  | The Atlanta Journal-Constitution     | Atlanta            | Georgia              | 231.094        | 326.907        | Cox Enterprises                 |
| 26  | The Seattle Times                    | Seattle            | Washington           | 229.764        | 220.863        | The Seattle Times Company       |
| 27  | The Oregonian                        | Portland           | Oregon               | 228.909        | 304.399        | Advance Publications            |
| 28  | San Francisco Chronicle              | San Francisco      | Kalifornien          | 218.987        | 370.345        | Hearst Corporation              |
| 29  | Detroit Free Press                   | Detroit            | Michigan             | 209.652        | 308.944        | Gannett Company                 |
| 30  | St. Paul Pioneer Press               | Saint Paul         | Minnesota            | 208.280        | 191.768        | MediaNews Group                 |
| 31  | Pittsburgh Tribune-Review            | Greensburg         | Pennsylvania         | 202.175        | 150.911        | Tribune-Review Publishing Co.   |
| 32  | The Sacramento Bee                   | Sacramento         | Kalifornien          | 200.802        | 268.755        | The McClatchy Company           |
| 33  | Milwaukee Journal Sentinel           | Milwaukee          | Wisconsin            | 198.469        | 217.755        | Journal Communications          |
| 34  | The Tampa Tribune                    | Tampa              | Florida              | 191.477        | 220.522        | Media General                   |
| 35  | The Kansas City Star                 | Kansas City        | Missouri             | 189.283        | 252.785        | The McClatchy Company           |
| 36  | Fort Worth Star-Telegram             | Fort Worth         | Texas                | 188.593        | 207.045        | The McClatchy Company           |
| 37  | Pittsburgh Post-Gazette              | Pittsburgh         | Pennsylvania         | 180.433        | 214.374        | Block Communications            |
| 38  | The Baltimore Sun                    | Baltimore          | Maryland             | 177.054        | 232.360        | Tribune Company                 |
| 39  | St. Louis Post-Dispatch              | St. Louis          | Missouri             | 167.199        | 255.057        | Lee Enterprises                 |
| 40  | South Florida Sun-Sentinel           | Fort Lauderdale    | Florida              | 163.728        | 218.286        | Tribune Company                 |
| 41  | Orlando Sentinel                     | Orlando            | Florida              | 161.070        | 227.593        | Tribune Company                 |
| 42  | Arkansas Democrat-Gazette            | Little Rock        | Arkansas             | 158.090        | 182.212        | WEHCO Media                     |
| 43  | Investor’s Business Daily            | Los Angeles        | Kalifornien          | 157.161        | 161.421        | Investor’s Business Daily       |
| 44  | The Indianapolis Star                | Indianapolis       | Indiana              | 156.850        | 255.303        | Gannett Company                 |
| 45  | The Record                           | Hackensack         | New Jersey           | 154.823        | 163.329        | North Jersey Media Group        |
| 46  | The Miami Herald                     | Miami              | Florida              | 147.130        | 240.223        | The McClatchy Company           |
| 47  | The Buffalo News                     | Buffalo            | New York             | 145.386        | 178.365        | BH Media Group                  |
| 48  | San Antonio Express-News             | San Antonio        | Texas                | 139.005        | 225.447        | Hearst Corporation              |
| 49  | Charlotte Observer                   | Charlotte          | North Carolina       | 137.829        | 210.616        | The McClatchy Company           |
| 50  | The Press-Enterprise                 | Riverside          | Kalifornien          | 137.581        | 164.189        | A. H. Belo Corporation          |
| 51  | The Columbus Dispatch                | Columbus           | Ohio                 | 137.148        | 199.524        | Dispatch Printing Company       |
| 52  | Omaha World-Herald                   | Omaha              | Nebraska             | 132.322        | 178.545        | Omaha World Herald Company      |
| 53  | The Virginian-Pilot                  | Norfolk            | Virginia             | 131.653        | 175.005        | Landmark Communications         |
| 54  | The Courier-Journal                  | Louisville         | Kentucky             | 131.208        | 215.328        | Gannett Company                 |
| 55  | The Cincinnati Enquirer              | Cincinnati         | Ohio                 | 129.901        | 212.369        | Gannett Company                 |
| 56  | Austin American-Statesman            | Austin             | Texas                | 129.519        | 170.309        | Cox Enterprises                 |
| 57  | The Hartford Courant                 | Hartford           | Connecticut          | 128.302        | 168.158        | Tribune Company                 |
| 58  | The Oklahoman                        | Oklahoma City      | Oklahoma             | 124.667        | 201.771        | Oklahoma Publishing Company     |
| 59  | News & Observer                      | Raleigh            | North Carolina       | 123.258        | 176.083        | The McClatchy Company           |
| 60  | La Opinión                           | Los Angeles        | Kalifornien          | 115.682        | 114.892        | ImpreMedia                      |
| 61  | The Detroit News                     | Detroit            | Michigan             | 115.643        | 188.171        | MediaNews Group                 |
| 62  | The Fresno Bee                       | Fresno             | Kalifornien          | 110.744        | 150.334        | The McClatchy Company           |
| 63  | The Providence Journal               | Providence         | Rhode Island         | 109.497        | 139.055        | A. H. Belo Corporation          |
| 64  | The Salt Lake Tribune                | Salt Lake City     | Utah                 | 104.023        | 121.699        | MediaNews Group                 |
| 65  | Deseret News                         | Salt Lake City     | Utah                 | 103.190        |                | Deseret News Publishing Company |
| 66  | Richmond Times-Dispatch              | Richmond           | Virginia             | 102.586        | 175.265        | Media General                   |
| 67  | Democrat and Chronicle               | Rochester          | New York             | 101.885        | 145.913        | Gannett Company                 |
| 68  | The Palm Beach Post                  | West Palm Beach    | Florida              | 101.412        | 164.474        | Cox Enterprises                 |
| 69  | The Tennessean                       | Nashville          | Tennessee            | 100.825        | 161.131        | Gannett Company                 |
| 70  | Boston Herald                        | Boston             | Massachusetts        | 95.929         | 182.350        | Herald Media Inc.               |
| 71  | Tulsa World                          | Tulsa              | Oklahoma             | 95.063         | 112.968        | BH Media Group                  |
| 72  | The Commercial Appeal                | Memphis            | Tennessee            | 94.775         | 146.961        | E. W. Scripps                   |
| 73  | Daily Herald                         | Arlington Heights  | Illinois             | 94.208         | 143.152        | Paddock Publications            |
| 74  | The Des Moines Register              | Des Moines         | Iowa                 | 93.304         | 138.519        | Gannett Company                 |
| 75  | Arizona Daily Star                   | Tucson             | Arizona              | 92.762         | 113.373        | Lee Enterprises                 |
| 76  | Dayton Daily News                    | Dayton             | Ohio                 | 91.212         | 116.690        | Cox Enterprises                 |
| 77  | Asbury Park Press                    | Neptune City       | New Jersey           | 91.098         | 140.882        | Gannett Company                 |
| 78  | The Florida Times-Union              | Jacksonville       | Florida              | 89.574         | 144.391        | Morris Publishing Group         |
| 79  | The Blade                            | Toledo             | Ohio                 | 87.868         | 119.901        | Block Communications            |
| 80  | Greater Philadelphia Newspaper Group |                    |                      | 87.147         |                |                                 |
| 81  | Northwest Indiana Times              | Munster            | Indiana              | 85.806         |                | Lee Enterprises                 |
| 82  | Wisconsin State Journal              | Madison            | Wisconsin            | 84.574         |                | Lee Enterprises                 |
| 83  | Albuquerque Journal                  | Albuquerque        | New Mexico           | 84.506         |                | Journal Publishing Company      |
| 84  | The Post and Courier                 | Charleston         | South Carolina       | 84.483         |                |                                 |
| 85  | Lexington Herald-Leader              | Lexington          | Kentucky             | 82.496         | 109.624        | The McClatchy Company           |
| 86  | Los Angeles Daily News               | Los Angeles        | Kalifornien          | 82.431         | 137.344        | MediaNews Group                 |
| 87  | The News Journal                     | Wilmington         | Delaware             | 80.918         | 110.171        | Gannett Company                 |
| 88  | The Morning Call                     | Allentown          | Pennsylvania         | 80.548         |                | Tribune Company                 |
| 89  | The Akron Beacon Journal             | Akron              | Ohio                 | 80.366         | 119.929        | Black Press                     |
| 90  | Knoxville News Sentinel              | Knoxville          | Tennessee            | 77.979         | 117.262        | E. W. Scripps                   |
| 91  | The Daily Breeze                     | Los Angeles County | Kalifornien          | 76.618         |                | MediaNews Group                 |
| 92  | Press-Telegram                       | Los Angeles County | Kalifornien          | 75.850         |                |                                 |
| 93  | Telegram and Gazette                 | Worcester          | Massachusetts        | 75.482         |                |                                 |
| 94  | Intelligencer Journal/Lancaster      | New Era            | Pennsylvania         | 75.258         |                |                                 |
| 95  | Treasure Coast News-Press Tribune    | Stuart             | Florida              | 73.922         |                |                                 |
| 96  | Sarasota Herald-Tribune              | Sarasota           | Florida              | 73.718         | 114.904        | The New York Times Company      |
| 97  | News Tribune                         | Tacoma             | Washington           | 73.557         | 111.778        | The McClatchy Company           |
| 98  | Atlantic City Press                  | Pleasantville      | New Jersey           | 72.843         |                | BH Media Group                  |
| 99  | Times Free Press                     | Chattanooga        | Tennessee            | 71.993         |                |                                 |
| 100 | The Daily News                       | Naples             | Florida              | 70.055         |                | E. W. Scripps                   |